# 麻醉藥
麻醉藥又称麻醉剂，简称麻药，是一种麻醉學所用的药物，能使整个机体或机体局部暂时性、可逆性丧失知觉或主要丧失痛觉。
麻醉药分为两大类：全身麻醉药导致可逆的意识丧失；局部麻醉药导致身体的有限区域的感觉可逆的损失，同时保持意识。另可根据其作用特点和给药方式不同，分为吸入麻醉药和静脉麻醉药。麻醉药组合有时被用来增强治疗效果，同时副作用也可能增加。
麻醉药与镇痛药有所不同，后者主要通过阻碍疼痛刺激的感知生效。镇痛药通常与麻醉药联合使用用于控制手术前、中、后期的疼痛。

## 局部麻醉药
酯类局部麻醉剂:
- 苯佐卡因
- 可卡因（历史用途）
- 普鲁卡因
- 丁卡因

酰胺类局部麻醉剂:
- 布比卡因
- 地布卡因（美国药典名USAN）/度卡因（国际非专利药品名称INN/英国药典名BAN）
- 依替卡因
- 左旋布比卡因
- 利多卡因
- 美匹卡因
- 丙胺卡因
- 罗哌卡因

局部麻醉剂能够在不丧失意识的情况下阻断神经冲动的传导。它们通过可逆地结合到神经纤维内的快速钠通道，从而防止钠离子进入纤维，稳定细胞膜，并阻止动作电位的传播。每种局部麻醉剂的名称中都有“卡因”（–caine）这一后缀。
局部麻醉剂可以分为酯类或酰胺类。酯类局部麻醉剂在溶液中通常不稳定并且生效迅速，它们会被血浆和肝脏中的胆碱酯酶快速代谢，且更容易引发过敏反应。酰胺类局部麻醉剂通常具有热稳定性，保质期较长（大约两年）。酰胺类药物的起效较慢，半衰期较长，并且通常为外消旋混合物，除了左旋布比卡因（即 S(-) -布比卡因）和罗哌卡因（S(-)-罗哌卡因）。尽管酯类或酰胺类局部麻醉剂的起效时间和麻醉持续时间存在一般规律，但这些特性最终取决于多种因素，包括药物的脂溶性、溶液的浓度以及酸度系数。由于酰胺类麻醉剂具有较长的作用时间，通常用于区域麻醉、硬膜外麻醉或脊髓麻醉，以提供足够的手术、分娩和症状缓解的镇痛效果。一些酯类药物，如苯佐卡因和丁卡因，则用于局部制剂中以通过皮肤吸收。
只有不含防腐剂的局部麻醉剂才可以用于鞘内注射。
哌替啶除了具有阿片类药物的作用外，还具有局部麻醉的特性。

## 全身麻醉药

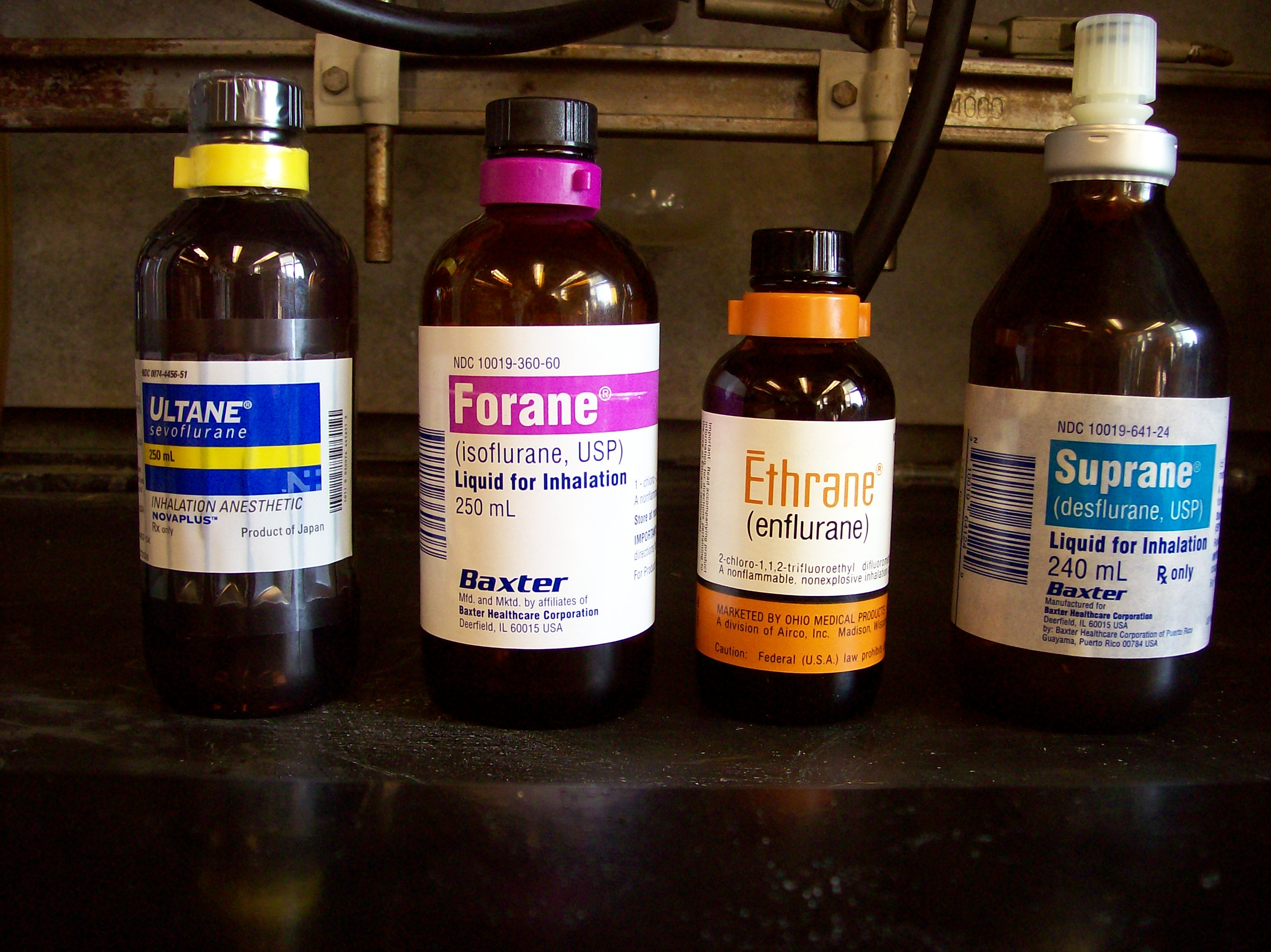
七氟烷、异氟烷、恩氟烷和德氟烷瓶装药物，这是最常见的氟化醚类（氟烷类）吸入麻醉剂。氟烷类药物采用颜色编码——七氟烷标记为黄色，异氟烷为紫色，恩氟烷为橙色，德氟烷为蓝色。瓶盖下方可见的缺口是每种药物独有的设计，以确保蒸发器只能装入正确的药物。

### 吸入麻醉剂
- 德氟烷（常用）
- 恩氟醚（已基本停用）
- 氟烷（价格低廉，已停用）
- 异氟烷（常用）
- 甲氧氟烷
- 一氧化二氮
- 七氟烷（常用）
- 氙气（极少使用）

挥发性麻醉剂通常是容易挥发的有机液体。它们通过吸入用于全身麻醉的诱导或维持。一氧化二氮和氙气是气体，因此不被视为挥发性麻醉剂。理想的挥发性麻醉剂应具备不易燃、不爆炸、脂溶性强等特点。此外，还应具有低血气溶解度、无心脏、肝脏或肾脏毒性或副作用、不被代谢以及不刺激呼吸道的特性。
目前使用的麻醉剂没有一种完全符合这些要求，也没有一种麻醉剂可以被认为是完全安全的。每位患者都有其特定的风险和药物相互作用。广泛使用的麻醉剂包括异氟烷、德氟烷、七氟烷和一氧化二氮。一氧化二氮是一种常用的辅助气体，使其成为目前仍在使用的历史最长的药物之一。由于其效力低，无法单独产生麻醉效果，但经常与其他药物联合使用。氟烷是一种在1950年代引入的药物，但由于其缺点，已几乎完全被现代麻醉实践中的新药物取代。恩氟烷由于其副作用，未能获得广泛的认可。
理论上，任何吸入麻醉剂都可以用于全身麻醉的诱导。然而，大多数卤素化麻醉剂会刺激气道，可能导致咳嗽、喉痉挛和整体诱导困难。如果需要使用吸入麻醉剂进行诱导，七氟烷经常被使用，因为它相对不那么刺鼻，肺泡浓度上升迅速，且血液溶解度高于其他药物。这些特性使得诱导过程较少刺激且更快，同时比其他吸入麻醉剂更迅速地从麻醉中苏醒。所有挥发性麻醉剂都可以单独或与其他药物联合使用来维持麻醉（单独使用一氧化二氮效力不足）。
挥发性麻醉剂通常通过效力进行比较，效力与最小肺泡浓度成反比。效力与脂溶性直接相关，这被称为迈尔-欧弗顿假说。然而，挥发性麻醉剂的某些药代动力学特性已成为另一个比较点。其中最重要的特性是所谓的血/气分配系数。这个概念指的是某一麻醉剂在血液中的相对溶解度。溶解度较低的麻醉剂（即较低的血气分配系数，例如德氟烷）能够让麻醉师更快地调整麻醉深度，并在停止给药后更迅速地从麻醉状态中苏醒。事实上，较新型的挥发性麻醉剂（例如七氟烷、德氟烷）之所以受欢迎，并不是因为它们的效力（最小肺泡浓度），而是因为它们较低的血气分配系数带来的快速苏醒能力。